# Monastère de Riwo Dechen
Le monastère de Riwo Dechen (tibétain : རི་བོ་བདེ་ཆེན, Wylie : ri bo bde chen, THL : riwo dechen : chinois : 日乌德钦寺 ; pinyin : rìwū déqīn sì) est un monastère guélougpa, situé au nord-ouest du centre du bourg de Qiongjie (ou Qonggyai), dans le xian de Qonggyai, préfecture de Shannan, Région autonome du Tibet, en République populaire de Chine. Il est à 3 850 mètres d'altitude et date du XIVe siècle. Après les destructions des années 1960, certains de ses bâtiments ont été reconstruits. Ont été érigés un grand chorten (stüpa) et un mur à thangka,, sur lequel sont exposés des thangkas géants les jours importants de la vie du monastère.

## Description
Le monastère est situé sur le mont Chingwa Taktsé (chinois : 青瓦达孜山 ; pinyin : qīngwǎ dázī shān), au bord de la rivière Qonggai, où se  trouvent également les ruines du palais de Chingwa Taktsé, les sépultures de rois tibétains dans la vallée des rois (vallée  Wylie : 'phyong rgyas).
Le monastère conserve une grande image de Maitreya, de nombreux thangkas de différents temples, dont une partie sous le patronage de yab rje bsod nams dar rgyas, apparemment, père du 7e dalaï-lama, (Kelzang Gyatso). Au phun rab gzhis ka, il y a un ensemble de dix thangkas des vies successives des dalaï-lamas, peintes dans le style ancien sman ris, par sman gsar ba chos dbyings rgya mtsho.

## Histoire
Le monastère aurait été fondé au temps du prince des 'Phyongs-rgyas' appelé Rdo-rje-rtse-brtan, actif au début des années 1400.
Le complexe originel, implanté à l'ombre du dzong de Chingwa Taktsé, était construit sur le modèle du monastère de Ganden.
Kelzang Gyatso, le 7e dalaï-lama l'a étendu.
En 1959, il hébergeait environ 600 moines.
Lors de sa fuite en Inde, Tenzin Gyatso, le 14e dalaï-lama, passa une nuit au monastère et y fut rejoint par des chefs de la guérilla tibétaine du Chushi Gangdruk, dont Ratuk Ngawang, venu s'entretenir avec lui.
Le monastère fut complètement détruit dans les années 1960. Au début des années 1980, quelques moines commencèrent à revenir et commencèrent à construire une petite chapelle, dédiée à Jampa, à une centaine de mètres de l'ancien monastère.
Il a été restauré au milieu des années 1980 et comporte en 2003 environ 80 moines de communauté gélougpa.